# Dragon Crystal
Dragon Crystal, conocido en Japón como Dragon Crystal: Tsurani no Meikyū (ドラゴンクリスタル ツラニの迷宮?  trad. El cristal del dragón: El laberinto de Tsurani), es un videojuego lanzado para Game Gear. Su jugabilidad es de tipo roguelike, aunque con una interfaz gráfica más intuitiva. Es una secuela espiritual de Fatal Labyrinth.